# Női 1500 méteres gyorskorcsolya az 1960. évi téli olimpiai játékokon
Az 1960. évi téli olimpiai játékokon a gyorskorcsolya női 1500 méteres versenyszámát február 21-én rendezték. Az aranyérmet a szovjet Ligyija Szkoblikova nyerte meg. A versenyszámban nem vett részt magyar versenyző.
Ez a versenyszám először szerepelt a téli olimpia programjában.

## Rekordok
A versenyt megelőzően a következő rekord volt érvényben:
| Világrekord | Halida Scsegolejeva (URS) | 2:25,5 | Medeo, Szovjetunió | 1953. január 30. |

Elsőként megrendezett versenyszámként az olimpiai rekord a következők szerint alakult:
| Klara Guszeva (URS)      | 2:28,7 | Squaw Valley, Amerikai Egyesült Államok | 1960. február 21. |
| Elwira Seroczyńska (POL) | 2:25,7 | Squaw Valley, Amerikai Egyesült Államok | 1960. február 21. |

A versenyen ezt követően új világrekord is született:
| Ligyija Szkoblikova (URS) | 2:25,2 | Squaw Valley, Amerikai Egyesült Államok | 1960. február 21. |

## Végeredmény
Mindegyik versenyző egy futamot teljesített, az időeredmények határozták meg a végső sorrendet. Az időeredmények másodpercben értendők. A rövidítések jelentése a következő:
- WR: világrekord

| Helyezés | Versenyző                    | Nemzet                      | Idő       |
| -------- | ---------------------------- | --------------------------- | --------- |
| Arany    | Ligyija Szkoblikova          | Szovjetunió (URS)           | 2:25,2 WR |
| Ezüst    | Elwira Seroczyńska           | Lengyelország (POL)         | 2:25,7    |
| Bronz    | Helena Pilejczyk             | Lengyelország (POL)         | 2:27,1    |
| 4.       | Klara Guszeva                | Szovjetunió (URS)           | 2:28,7    |
| 5.       | Valentyina Sztyenyina        | Szovjetunió (URS)           | 2:29,2    |
| 6.       | Iris Sihvonen                | Finnország (FIN)            | 2:29,7    |
| 7.       | Christina Lindblom-Scherling | Svédország (SWE)            | 2:31,5    |
| 8.       | Helga Haase                  | Egyesült Német Csapat (EUA) | 2:31,7    |
| 9.       | Elsa Einarsson               | Svédország (SWE)            | 2:32,9    |
| 10.      | Hama Fumie                   | Japán (JPN)                 | 2:33,3    |
| 11.      | Jeanne Ashworth              | Egyesült Államok (USA)      | 2:33,7    |
| 12.      | Takano Josiko                | Japán (JPN)                 | 2:34,0    |
| 13.      | Doreen Ryan                  | Kanada (CAN)                | 2:34,5    |
| 14.      | Eevi Huttunen                | Finnország (FIN)            | 2:35,1    |
| 15.      | Jeanne Omelenchuk            | Egyesült Államok (USA)      | 2:36,4    |
| 16.      | Inge Görmer                  | Egyesült Német Csapat (EUA) | 2:36,5    |
| 17.      | Françoise Lucas              | Franciaország (FRA)         | 2:36,6    |
| 18.      | Barb Lockhart                | Egyesült Államok (USA)      | 2:37,0    |
| 19.      | Nagakubo-Takamizava Hacue    | Japán (JPN)                 | 2:43,7    |
| 20.      | Peggy Robb                   | Kanada (CAN)                | 2:48,6    |
| 21.      | Kim Kjonghö                  | Dél-Korea (KOR)             | 2:48,6    |
| 22.      | Gisela Toews                 | Egyesült Német Csapat (EUA) | 2:51,1    |
| 23.      | Han Hjedzsa                  | Dél-Korea (KOR)             | 2:55,6    |